# Teréz Karacs
Teréz Karacs (Budapest, 18 d'abril de 1808 - Békés, 2 d'octubre de 1892) fou una escriptora, educadora i activista pels drets de les dones
hongaresa. Esdevingué una figura destacada del primer moviment feminista a Hongria, així com del moviment general de reforma social, i una famosa escriptora literària de l'Hongria contemporània. Pionera de l'educació femenina, fundà l'Escola d'Ensenyament Mitjà Zrínyi Ilona, a Nyíregyháza, al nord-est d'Hongria.

## Trajectòria

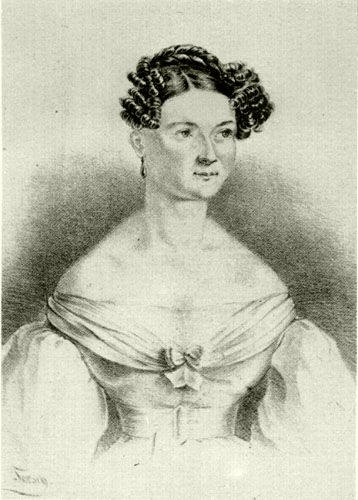
Teréz Karacs (1850)

Karacs nasqué a Budapest el 18 d'abril de 1808. La seva mare, Éva Takács, defensà els drets de les dones i el seu pare, Ferenc Karacs, fou gravador i enginyer. La casa de la família protestant esdevingué un lloc de trobada d'intel·lectuals. Fou la segona de sis fills i rebé l'educació primària en una escola de Pest entre 1814 i 1819, i després s'educà de forma autodidacte, tot i que també hagué de tenir cura dels seus germans menors. Karacs s'inspirà particularment en un viatge de deu mesos durant l'adolescència a Viena el 1824.
Les escriptores hongareses que insistien en la seva condició de professionals eren molt poc comunes al segle xix però, a partir de 1822, començà a publicar poemes, endevinalles, novel·les i altres escrits, convertint-se en una figura literària coneguda a Hongria i contribuint regularment a les revistes literàries. Entre 1838 i 1844 es mantení com a mestressa de casa en una llar aristocràtica però, al mateix temps, continuà la seva carrera literària. Karacs es convertí en una defensora de la reforma dels drets de les dones tal com fou la seva mare. Com a activista feminista se centrà en la igualtat de drets educatius tant per nois com per noies, i defensà que els concos havien de ser professionals autònoms.
La comtessa Blanka Teleki provenia d'una família aristocràtica que tenia una finca al comtat de Szatmár. Va contactar amb Karacs i la va convidar a Budapest. Teleki va intentar persuadir-la perquè dirigís una escola per a noies de classe alta, però Karacs no estigué d'acord amb l'enfocament. Malgrat la seva objecció, va donar suport activament a la iniciativa de la comtessa i va proposar a una altra dona, Klára Leövey, per a que fos la cap de l'escola aristocràtica.
Entre 1846 i 1859, Karacs gestionà la seva pròpia escola de noies a Miskolc. L'escola tingué quatre mestres i un currículum de tres anys que incloïa hongarès, alemany, aritmètica, servei de neteja i costura. Durant aquest temps, donà suport a la seva comunitat local subministrant còpies de diaris revolucionaris als treballadors de Diósgyőr, poc abans de la Revolució de 1848. L'any 1853 també publicà una col·lecció de contes romàntics curts. Entre 1865 i 1877 treballà com a professora privada a Budapest. La seva reputació la convertí en tutora del net del rei Lluís Felip I de França. Tanmateix, l'església calvinista de Miskolc la convidà a dirigir l'escola i es convertí en la cap de l'escola secundària per a noies Zrínyi Ilona fins al 1859.
El 1877 es traslladà a Kiskunhalas per a reduir els seus costos i va viure amb els seus parents. Durant la dècada de 1880, es publicaren les seves memòries en revistes, on foren aclamades per la crítica. Morí el 2 d'octubre de 1892 a Békés, Hongria.

## Llegat
L'escola secundària que fundà encara està en funcionament. El 1993 es publicà una biografia de la seva vida. El 1985 una altra escola a Hongria prengué el nom de Karacs Teréz Középiskolai Leánykollégium en memòria seva.